# Tonciu, Mureș

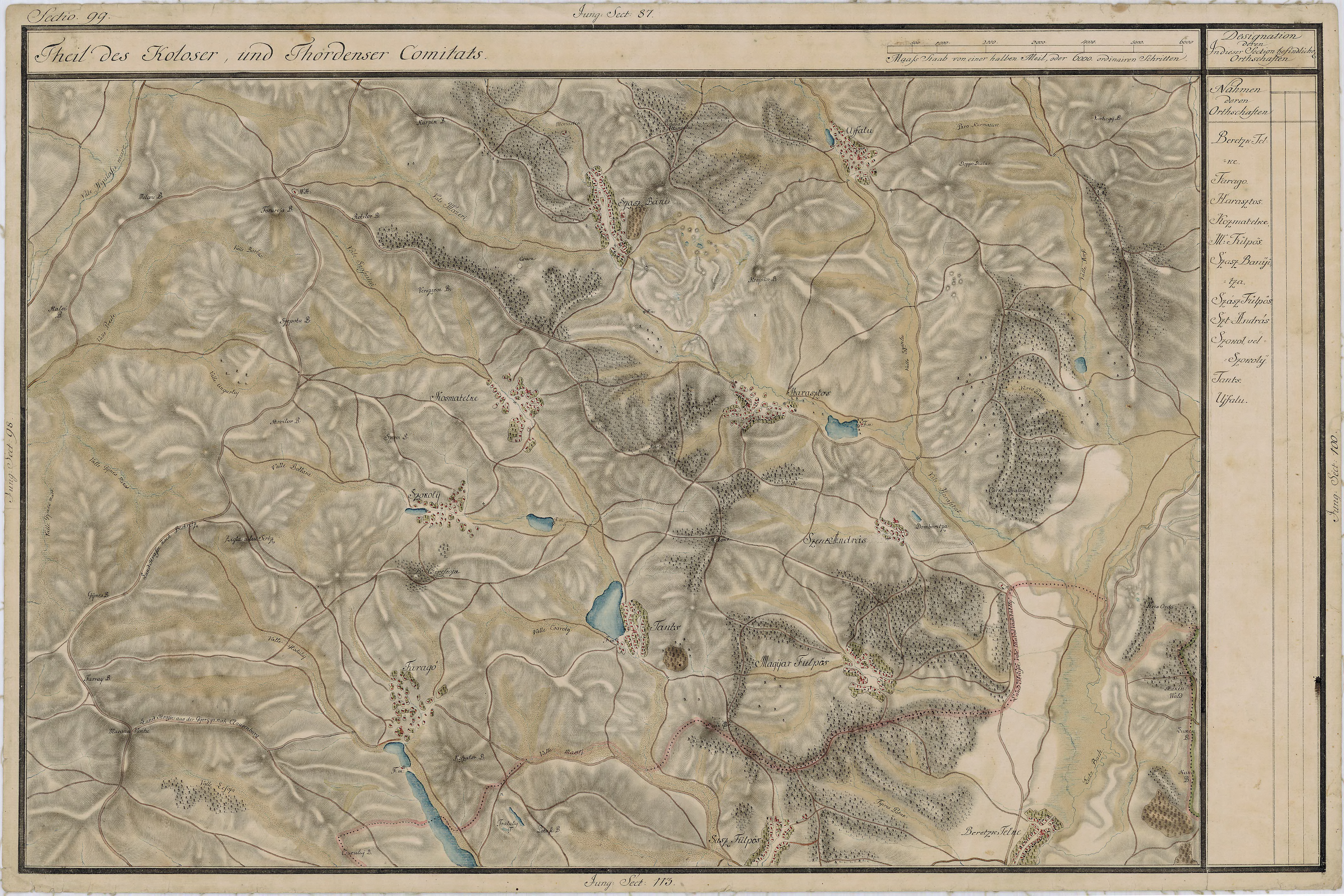
Fărăgău în Harta Iosefină a Transilvaniei, 1769-1773

Tonciu (în maghiară: Tancs, în germană: Tesch) este un sat în comuna Fărăgău din județul Mureș, Transilvania, România.

## Imagini

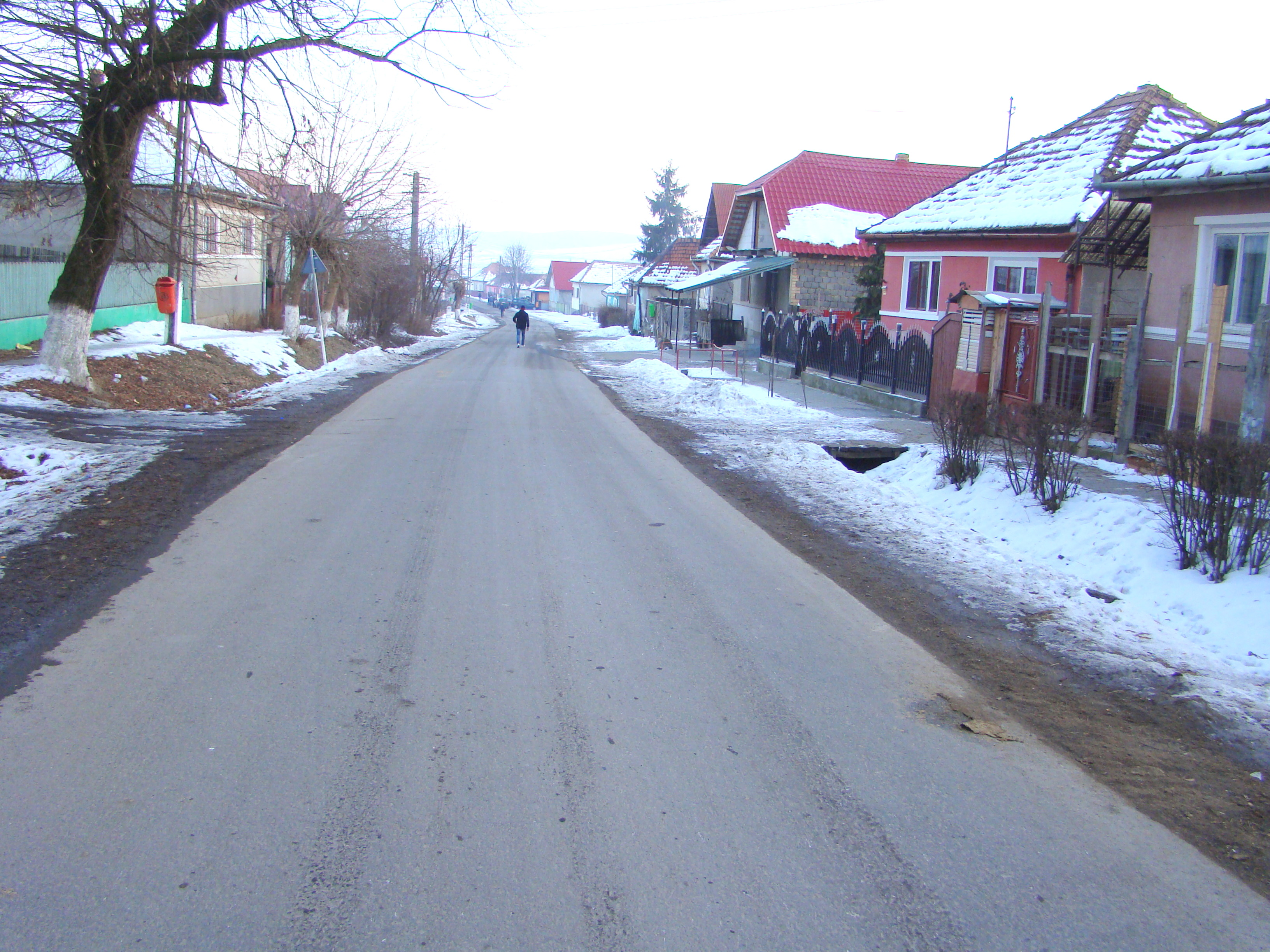
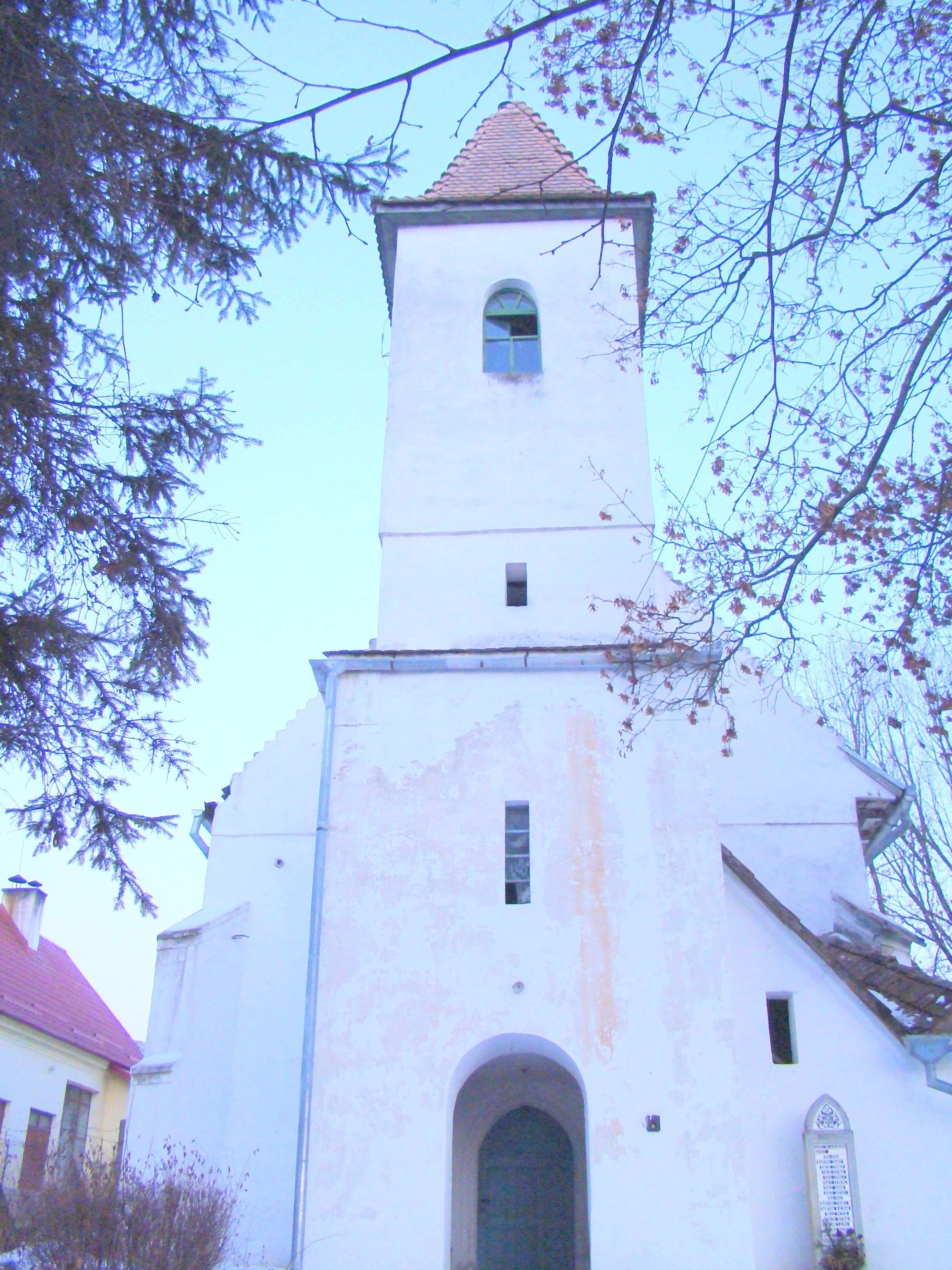
Biserica reformată din satul Tonciu (monument istoric)
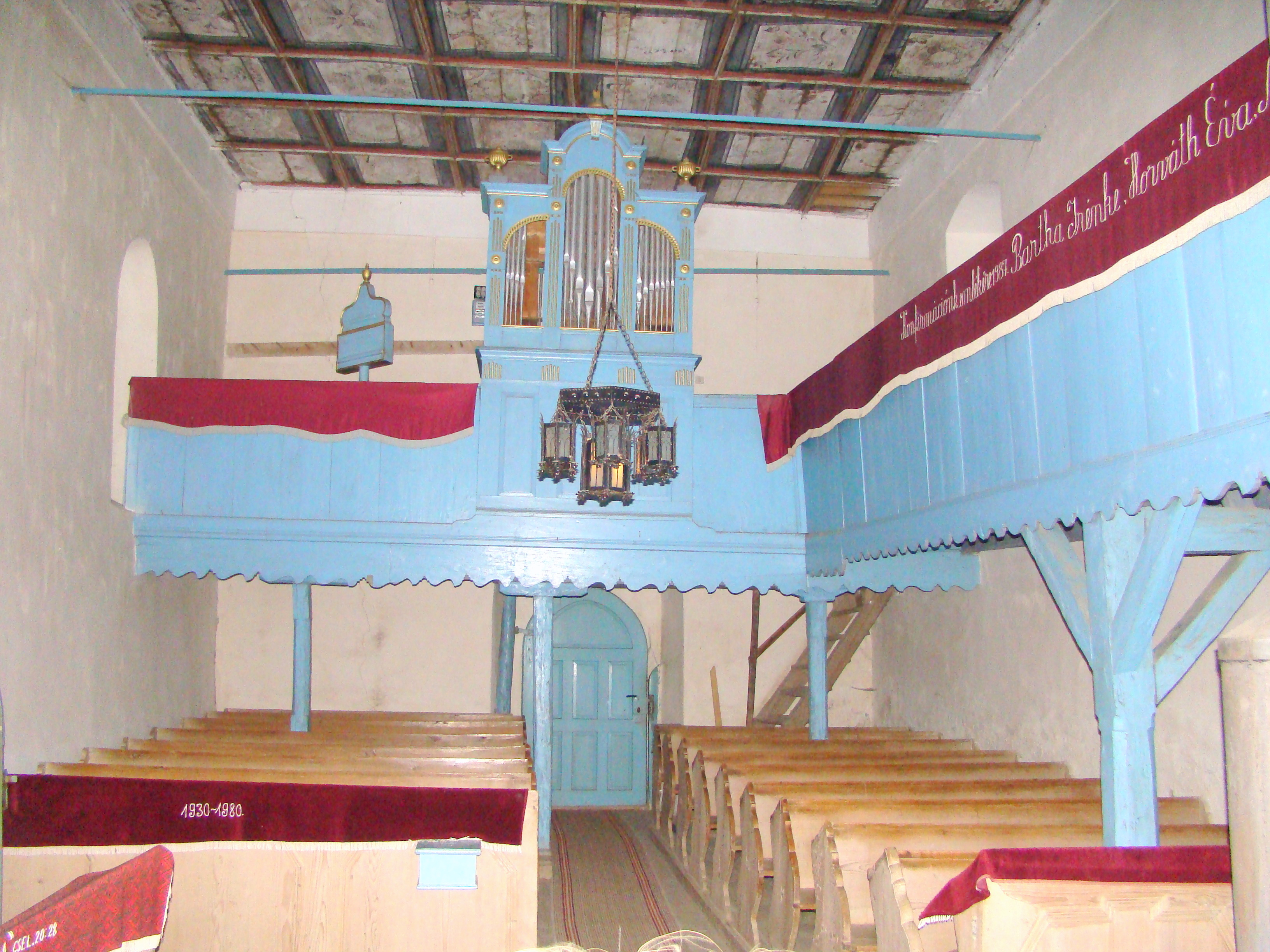
Biserica reformată din satul Tonciu (monument istoric)
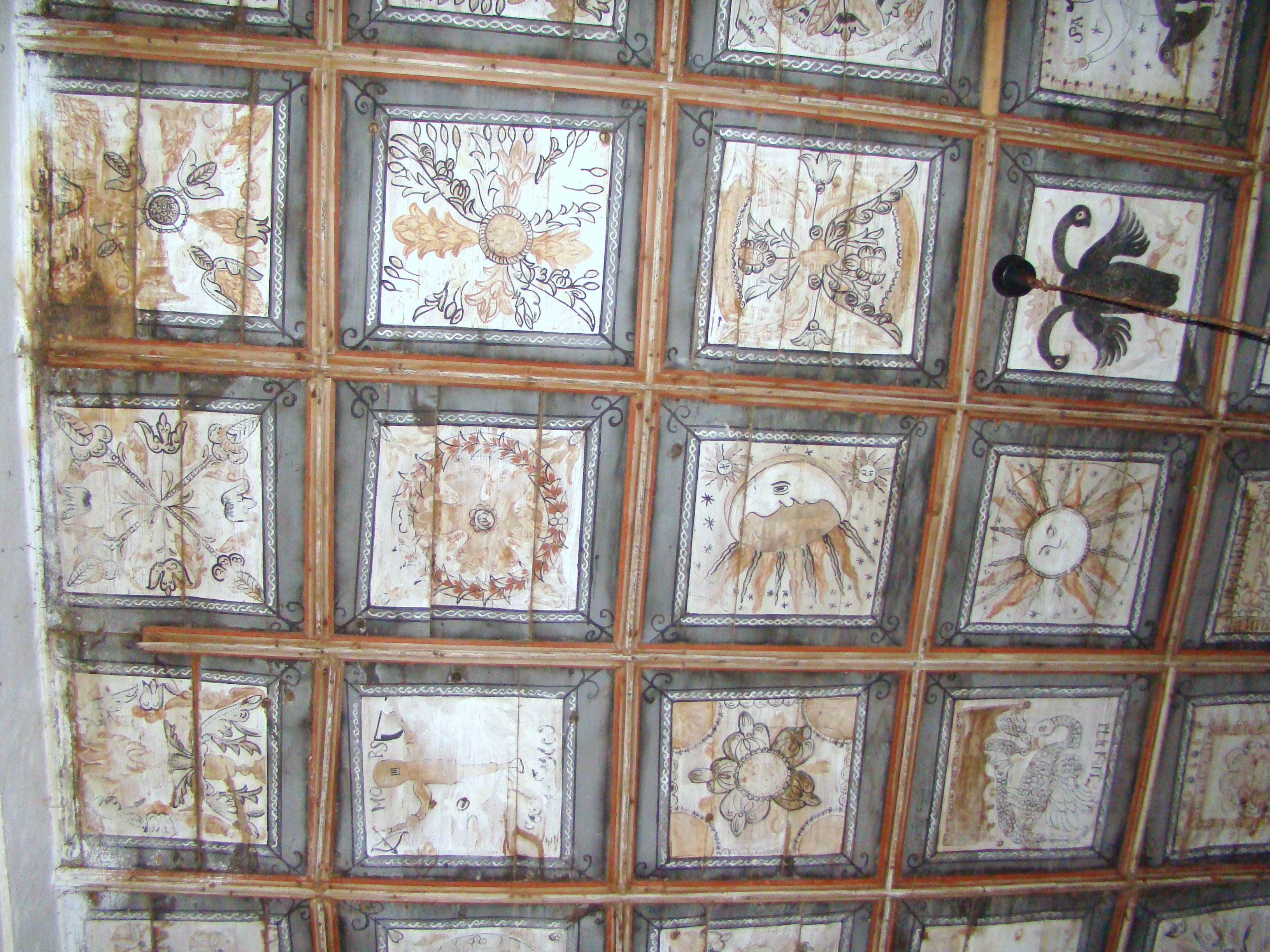
Tavanul casetat

1. ↑  Codex diplomaticus Hungariae ecclesiasticus ac civilis. Tomi X. Vol. 8. (Budae, 1843.) | Library | Hungaricana, library.hungaricana.hu
2. ↑  Tonciu | ERDÉLY, BÁNSÁG ÉS PARTIUM TÖRTÉNETI ÉS KÖZIGAZGATÁSI HELYSÉGNÉVTÁRA | Kézikönyvtár (în maghiară), www.arcanum.com